# Culworth
Culworth is een civil parish in het bestuurlijke gebied South Northamptonshire, in het Engelse graafschap Northamptonshire met 445 inwoners.